# Гай Эггий Амбибул
Гай Э́ггий Амбибу́л (лат. Gaius Eggius Ambibulus; умер после 126 года) — римский государственный и политический деятель, ординарный консул 126 года.

## Биография
Амбибул происходил из гирпинского города Экланум в Самнии. В правление императора Траяна он стал патрицием. Затем Амбибул занимал должности фламина Клавдия, квестора, претора (на эту должность его выдвинул сам император, поэтому к званию прибавлялась формула candidatus principis), а также проконсула провинции Македония.
В 126 году Амбибул был ординарным консулом с Марком Аннием Вером.